# Еникьой (Дедеагачко)
Вижте пояснителната страница за други значения на Еникьой.
Еникьой, още Джедидкьой, Кьосмеджид или Кюсмеджит (на гръцки: Ιάνα, Яна), е бивше българско село в Западна Тракия, Гърция в дем Дедеагач.

## География
Селото е било разположено в началото на прохода между планините Овчарица (Цопан) от запад и Пеперуда (Вуна Евру) от север.

## История
В XIX век Еникьой е българско село във Ференската кааза в Одринския вилает на Османската империя. Според „Етнография на вилаетите Адрианопол, Монастир и Салоника“, издадена в Константинопол в 1878 година и отразяваща статистиката на населението от 1873 година, Ново-село (Novo-selo) има 220 домакинства и 1054 жители българи.
Според статистиката на професор Любомир Милетич в 1912 година в селото живеят 280 екзархийски български семейства.
При избухването на Балканската война в 1912 година двама души от Еникьой са доброволци в Македоно-одринското опълчение.

## Личности
Родени в Еникьой
- Ангел Лафчиев (1868 – след 1943), български революционер
- Ангел Петков, македоно-одрински опълченец, 22-годишен, 1 и нестроева рота на 5 одринска дружина[4]
- Вълчо Атанасов Тюркеджиев (1875 – 1920), български революционер
- Датко Янчев Пърнаров (1899 – ?), български търговец, съден от Народния съд[5]
- Димитър Табаков (1860 – ?), български революционер
- Мито Стратиев, македоно-одрински опълченец, 20-годишен, кошничар, 4 рота на 10 прилепска дружина, 3 рота на 11 сярска дружина[6]
- Курти Иванов Куртев, деец на ВМОРО, заселил се в Дедеагач и избран за председател на околийския комитет в 1907 година[7]
- Недялко Чавдаров, български революционер

Починали в Еникьой
- Георги Ковачев Василев, български военен деец, санитарен поручик, загинал през Първата световна война[8]
- Митрю Карабелята (? - 1908), български революционер и съратник на войводата Тане Николов